# Varšava
Varšava (polj. Warszawa) je grad u središnjoj Poljskoj, čiji je od 1596. godine glavni grad. Također je i važan znanstveni, kulturni i politički centar. U Varšavi se nalaze parlament, predsjednička palača i poljska vlada. Osim što je najveći grad u Poljskoj, Varšava je i središte Mazovjeckog vojvodstva.

## Zemljopis

### Položaj
Varšava se nalazi na srednjem dijelu toka Visle u srednjomazovjeckoj nizini. Njena srednja nadmorska visina iznosi oko 100 m. Na terenu grada nalazi se nekoliko uzvišenja, uglavnom umjetno napravljenih. Grad se nalazi s obje strane Visle. Varšava je udaljena oko 350 kilometara od Karpata i Baltičkog mora.

### Klima
Klima Varšave je vlažna kontinentalna. Srednja godišnja temperatura oscilira 9,2 stupnjeva Celzijusa (-1,9 °C u siječnju i 20,0 °C u srpanju). Godišnja količina padalina ne prelazi 584 mm, a najvlažniji mjesec u godini je srpanj.

## Povijest
Varšava je kroz povijest prošla kroz razne dramatične trenutke i grad je nekoliko puta rušen od raznih osvajača. Zbog toga ga često zovu "Gradom feniksom".
Prvi put se Varšava spominje u 13. stoljeću, da bi se s vremenom razvila u veliko trgovačko središte, te je dobio gradska prava (Magdeburške ovlasti) 1334. godine. Bila je Mazovjecko vojvodstvo do 1596. godine kada je kralj Sigismud premjestio prijestolnicu iz Krakova i varšava je postala glavnim gradom Poljske. Nakon što su je opsjedali Švedska i Prusija od 1655. – 56., grad su 1794. godine opustošili Rusi koji su pobili i veliki broj stanovnika.
Nakon podjele Poljske postala je dio Pruske, a od 1807. godine glavnim gradom Velikog varšavskog vojvodstva. Nakon Bečkog kongresa je pripala Rusiji, a godine 1918., nakon Prvog svjetskog rata, je u njoj proglašena nezavisnost Poljske.
U Drugom svjetskom ratu je teško stradala kada su je 1939. godine bombardirali Nijemci. Židovsko stanovništvo je smješteno u geto gdje je bilo sustavno izgladnjivano i mučeno, sve dok nekolicina preživjelih nije 1943. godine podigla ustanak. Neuspješni ustanak je potrajao 63 dana, a nacistička odmazda je bila strašna i ubijeno je više od 250.000 stanovnika. Godine 1944. je poljski pokret otpora podigao ustanak protiv Nijemaca, ali je pomoć sovjetskih trupa izostala pa je Varšava razorena do temelja. 
Nakon rata uslijedio je komunistički režim kojim je dominirao utjecaj SSSR-a. Grad je u potpunosti obnovljen tako da su povijesne palače pretvorene u stambene komplekse, a izgrađene su i tipične građevine "istočnog bloka" kao što je Palača kulture i znanosti. God. 1955. godine je u njemu potpisan Varšavski pakt.
Povijesna jezgra Varšave uvrštena je 1980. godine na UNESCO-ov popis mjesta svjetske baštine u Europi. Papa Ivan Pavao II. je 1983. godine podržao trgovačko udruženje Solidarnost i rastući antikomunizam. Nakon demokratskih promjena u Poljskoj 1995. godine izgrađena je podzemna željeznica u Varšavi. Nakon što je Poljska postala članicom Europske unije, 2004. godine doživljava najveći gospodarski procvat u povijesti.
Europsko prvenstvo u nogometu 2012. godine otvoreno je nogometnom utakmicom u Varšavi.

## Današnja Varšava

### Samouprava
Zajedno s transformacijom sustava, u Varšavi se vraća varšavska samouprava. Poslije mnogih javnih rasprava, 18. svibnja 1990. godine parlament usvaja uredbu o društvenom uređenju Varšave. Dana 27. svibnja na demokratskim izborima građani Varšave izabrali su svoje predstavnike za sedam općina. Za predsjednika skupštine grada Varšave je izabran urbanist Stanislav Viganovski, koji je vršio ovu funkciju od 27. siječnja 1990. godine. Varšava po drugi put postaje temom rasprave parlamenta koji je 25. ožujka 1994. godine usvaja odredbu o podjeli grada na 11 nezavisnih općina. U travnju 1995. godine počinje s radom Varšavski metro. Prvi gradonačelnik Varšave po novom ustavu postao je Lech Kaczyński.

### Administrativna podjela
Od kolovoza 1994. Varšava je savez 11 općina: Varšava-centar, Varšava-Bialolenka (Warszawa-Białołęka), Varšava-Targuvek (Warszawa-Targówek), Varšava-Rembertuv (Warszawa-Rembertów), Varšava-Vaver (Warszawa-Wawer), Varšava-Vilanov (Warszawa-Wilanów), Varšava-Ursinuv (Warszawa-Ursynów), Varšava-Vlohi (Warszawa-Włochy), Varšava-Ursus (Warszawa-Ursus), Varšava-Bemovo (Warszawa-Bemowo) i Varšava-Bielani (Warszawa-Bielany). Zbog reformi uvedenih 27. listopada 2002. Varšava predstavlja samo jednu općinu. Osim toga, granice Varšave proširile su se tako da je Varšava dobila nadležnost i nad dotadašnjom posebnom općinom Vesela (Wesoła)
Trenutno je Varšava podijeljena na 18 administrativnih dijelova. Svaki od njih posjeduje ograničenu samoupravu.
Najvažnija prigradska naselja Varšave su:
| - Pruškuv (Pruszków) (53.000) - Legionovo (Legionowo) (50.600) - Otvock (Otwock) (44.000) - Volomin (Wołomin) (36.500) - Novi Dvor Mazoviecki (Nowy Dwór Mazowiecki) (27.518) - Piasečno (Piaseczno) (25.200) - Grođisk Mazoviecki (Grodzisk Mazowiecki) (24.900) - Piastuv (Piastów) (23.700) - Marki (Marki) (19.000) - Zombki (Ząbki) (20.363) | - Rađimin (Radzymin) (18.398) - Sulejuvek (Sulejówek) (17.600) - Zielonka (Zielonka) (16.454) - Kobilka (Kobyłka) (16.300) - Milanuvek (Milanówek) (15.000) - Juzefuv (Józefów) (14.800) - Lomianki (Łomianki) (13.600) - Brvinuv (Brwinów) (11.500) - Ožaruv Mazoviecki (Ożarów Mazowiecki) (10.663) |

### Gradonačelnik
U skladu s Varšavskim ustavom, od 27. listopada 2002. gradonačelnik Varšave se bira neposredno od strane građana, dok njegovi zamjenici ne dolaze na funkciju izborima. U ovlaštenja gradonačelnika spadaju između ostalih i upravljanje vlasništvom grada, kao i nadzor nad skupštinama općina Varšave. 

### Gradska skupština
U gradskoj skupštini Varšave zasijeda 60 vijećnika. Oni se biraju na neposrednim, proporcijalnim izborima svake četiri godine. Kao i većina ostalih organa samouprave, gradska skupština se dijeli na komisije.
Odluke skupštine obično se donose većinom glasova, a potom se šalju gradonačelniku na potvrđivanje. Ako gradonačelnik stavi veto na odluku, skupština ima rok od 30 dana do donošenja nove odluke koju treba usvojiti dvotrećinskom većinom. Svaka od 18 općina Varšave poseduje posebnu skupštinu općine.

## Znamenitosti
Povijesno središte Varšave (Starego Miasto) uvršteno je 1980. godine na UNESCO-ov popis mjesta svjetske baštine u Europi kao jedinstven primjer poslijeratne obnove starog središta grada koje sadrži primjerke građevina u svim povijesnim razdobljima od 13. do 20. stoljeća. U izvornom stilu su obnovljeni stari srednjovjekovni grad, stari trg, gradske povijesne kuće, zeleni krug na mjestu gradskih zidina s utvrdom Barbikan, vjerske građevine, Kraljevski dvorac sa Sigmundovim stupom.
Južno od Starog grada nalazi se tzv. "Kraljevska cesta" na kojoj su mnoge neoklasicističke palače, Predsjednička palača i kampus Varšavskog sveučilišta. Palača u Wilanówu (Pałac w Wilanowie), bivša rezidencija kralja Ivana III. Sobjeskog, ima prekrasnu baroknu arhitekturu i parkove.
Najstariji park je Saski vrt (Ogród Saski) koji se nalazi na 10 minuta hoda od Starog grada, a najveći gradski park su Kraljevske toplice (Park Łazienkowski) iz 17. stoljeća (3 km južnije od Starog grada) koje su dobile današnji izgled u 18. stoljeću.
Groblje Powązki je najveće u Europi, a obližnja Ulica Okopowa je jedno od najvećih židovskih grobalja u Europi. Od ostalih židovskih spomenika sačuvana je Sinagoga Nożyk, Židovsko kazalište, Sirotište Januša Korčaka i slikovita Ulica Próżna. 
Simbol grada, Varšavska sirena, koja se nalazi i na gradskom grbu od 14. stoljeća, se može pronaći posvuda po gradu. 
U Varšavi se nalazi Narodna Filharmonija, ali mu nedostaje koncertna dvorana, zbog čega se velike glazbene svečanosti uglavnom održavaju u Kongresnoj dvorani.
- Varšavski Barbakan (1548.)
- Barsova strana Glavnog trga (Rynek Starego Miasta)
- Dvorski trg (plac Zamkowy w Warszawie)
- Kraljevski dvorac (Zamek Królewski)
- Katedrala sv. Ivana (Katedra św. Jana)
- Sigmundov stup (Kolumna Zygmunta) iz 1644.
- Varšavska sirena na glavnom trgu
- Vilanovska palača (Pałac w Wilanowie)
- Saski vrt (Ogród saski)
- Palača na vodi u parku Kraljevske toplice (Pałac na wodzie w Łazienkach Królewskich)

### Kazališta
U Varšavi postoji oko 30 većih kazališta. Među njima su najvažniji Narodno kazalište (izgrađeno 1765.) kao i Veliko kazalište (osnovano 1778.) koje je dom Poljskog narosnog kazališta i Opere. Značajno je i Kazalište Varšava, koji je organizator eksperimentalnih predstava, te Palača kulture i znanosti, socijalistička kopija moskovskog Sveučilišta Ljomonosov iz 1955. godine.
Tijekom ljeta većina varšavskih kazališta ne radi.

### Muzeji i galerije
U Varšavi postoje mnogi muzeji i galerije umjetnosti, kako državni tako i privatni. U najvažnije spadaju: Znanstveni Centar Kopernik (Centrum Nauki Kopernik), Zahenta (Zachęta), Centar Suvremene Umjetnosti (Centrum Sztuki Współczesnej) kao i Muzej Poljske Vojske (Muzeum Wojska Polskiego).
U najveće spadaju Narodni Muzej (Muzeum Narodowe) i njegove filijale: u Kraljevskom zamku i u Vilanovskom dvorcu (Pałac w Wilanowie)
Od 31. srpnja 2004. otvoren je Muzej Varšavskog Ustanka (Muzeum Powstania Warszawskiego).

## Stanovništvo
Dana 31. prosinca 2019. u Varšavi je živjelo 1.790.658 ljudi. U posebnim dijelovima grada broj stanovnika iznosio je:
| Dijelovi                      | Broj stanovnika | ljudi/km² | Površina [km²] |
| ----------------------------- | --------------- | --------- | -------------- |
| Mokotuv (Mokotów)             | 217 683         | 6146      | 35,42          |
| Južna Praga (Praga Południe)  | 179 836         | 8036      | 22,38          |
| Ursinuv (Ursynów)             | 150 668         | 3441      | 43,79          |
| Vola (Wola)                   | 140 958         | 7319      | 19,26          |
| Bielani(Bielany)              | 131 910         | 4079      | 32,34          |
| Targuvek (Targówek)           | 124 279         | 5131      | 24,22          |
| Bemovo (Bemowo)               | 123 932         | 4967      | 24,95          |
| Srudmieśće (Śródmieście)      | 115 395         | 7411      | 15,57          |
| Bialolenka (Białołęka)        | 124 125         | 1699      | 73,04          |
| Ohota (Ochota)                | 82 774          | 8516      | 9,72           |
| Vaver (Wawer)                 | 77 205          | 969       | 79,70          |
| Sjeverna Praga (Praga-Północ) | 64 113          | 5614      | 11,42          |
| Ursus (Ursus)                 | 60 112          | 6422      | 9,36           |
| Žolibož (Żoliborz)            | 52 293          | 6174      | 8,47           |
| Vlohi (Włochy)                | 42 862          | 1497      | 28,63          |
| Vilanuv (Wilanów)             | 40 060          | 1091      | 36,73          |
| Vesola (Wesoła)               | 25 439          | 1109      | 22,94          |
| Rembertuv (Rembertów)         | 24 328          | 1261      | 19,30          |

### Poznati Varšavljani
| - Eugeniusz Bodo (1899. – 1943.), pjevač i glumac - Zbigniew Brzeziński (1928. – 2017.), poljsko - američki političar - Fryderyk Chopin, (1810. – 1849.), skladatelj - Maria Skłodowska-Curie, (1867. – 1934.), znanstvenica, dobitnica Nobelove nagrade 1903., 1911. - Witold Gombrowicz (1904. – 1969.), spisatelj - Abraham Joshua Heschel (1907. – 1972.), židovski teolog i filozof - Agnieszka Holland (rođ. 1948.), redateljica - Jacek Kaczmarski, (1957. – 2004.), pjesnik - Ryszard Kapuściński (1932. – 2007.), pisac - Krzysztof Kieślowski (1941. – 1996.), redatelj - Janusz Korczak (1878. ili 1879. – 1942.), pisac - Kazimierz Kuratowski (1896. – 1980.), matematičar | - Janusz Kusociński (1907. – 1940.), atletičar - Tamara de Lempicka (1898. – 1980.), slikarica - Witold Lutosławski (1913. – 1994.), kompozitor - Benoît Mandelbrot (1924. – 2010.), matematičar - Icchok Lejb Perec (1851. – 1915.), pisac - Władysław Reymont (1867. – 1925.), pisac - Wacław Sierpiński (1882. – 1969.), matematičar - Stefan Starzyński (1893. – 1939.?), gradonačelnik - Stanisław Staszic (1755. – 1826.) filozof - Władysław Szpilman, (1911. – 2000.), skladatelj - Olga Tokarczuk, (1962.), književnica, dobitnica Nobelove nagrade 2018. - Janusz A. Zajdel (1938. – 1995.), ZF pisac |

## Promet
Zbog štete koja je nastala u 2. svjetskom ratu samo nekoliko prometnica je ostalo u upotrebi. To je prouzrokovalo velike gužve u prometu. Zbog toga je dugo godina jedan od prioriteta grada bio razvoj prometnica.

### Tranzit
Varšava nema obilaznicu, a veći dio prometa na osi istok-zapad odvija se kroz centar grada. Trenutno traju radovi na dvjema obilaznicama. Prva od njih treba udaljiti promet oko 10 kilometara od centra, a druga treba postati dio autoceste A2 (Berlin-Moskva) 

### Zračne luke
Varšava ima međunarodnu zračnu luku Warszawa-Okęcie, koja se nalazi 10 kilometara od užeg centra grada, a ujedno je i najveća u Poljskoj. Kroz tu zračnu luku prođe preko 18,8 milijuna putnika godišnje (2019.), a dnevno poleti oko 500 zrakoplova. Druga zračna luka Warszawa-Modlin nalazi se 35 kilometara od centra koja godišnje preveze 3 milijuna putnika.

Postoji još jedna aktivna zračna luka u Varšavi (Warszawa-Bemowo). Nju koristi varšavski aeroklub, kao i mnogi vlasnici manjih aviona i helikoptera.

### Gradski prijevoz
Sustav gradskog prijevoza grada Varšave sastoji se od autobuskih i tramvajskih linija, kao i metroa.
- Autobusi

Varšava ima oko 2.603 kilometara autobuskih linija po kojima kruži oko 1659 autobusa. 
- Tramvaji

Prva tramvajska linija u Varšavi otvorena je 11. prosinca 1866. godine, a druga 26. ožujka 1908. Ove linije tramvaja koje su vukli konji su elektrificirane. Trenutno postoji 863 tramvaja i oko 470 kilometara šina, te 29 stalnih linija. 
- Vlakovi

Prvi vlak u Varšavi počeo je s radom 1849. godine. Danas je u Varšavi jedna od najvećih železničkih petlji u Poljskoj. Željezničke veze dovode do mnogih gradova, npr. Gdanjsk, Szczecin, Wrocław, Łódź, Krakov, Lublin, Białystok i inozemstvu do Minsk, Moskva, Lavov, Kijev, Bratislava, Budimpešta, Beč, Milano, Prag i Berlin.

## Šport
U Varšavi postoje dva poljska prvoligaška nogometna kluba, Legia i Polonia, kao i nekoliko manjih športskih klubova.
Popis najvažnijih športskih klubova u Varšavi:
- Legia Varšava - nogomet, košarka, mačevanje, odbojka
- Polonia Varšava - nogomet, košarka, šah, atletika
- Varšavianka - rukomet, plivanje
- Gvardia Varšava - nogomet, boks
- AZS AVF Varšava - rukomet
- AZS politehnika Varšava - odbojka
- MKS MDK Varšava - odbojka, šah
- MOS Vola Varšava - odbojka

U Varšavi postoji i hipodrom, nekoliko natkrivenih klizališta, nekoliko desetina natkrivenih bazena, teniskih terena, kao i dosta manjih i većih športskih hala.
Varšava je jedan od gradova u kojem je održano Europsko prvenstvo u nogometu 2012.

## Obrazovanje
Varšava je najveći sveučilišni centar u Poljskoj. U njoj ima središte 66 škola. U najveće Varšavske škole spadaju:
- Varšavsko Sveučilište (Uniwersytet Warszawski)
- Sveučilište Kardinala Stefana Višinjskiego (Uniwersytet Kardynała Stefana Wyszyńskiego)
- Varšavska Politehnika (Politechnika Warszawska)
- Vojna Tehnička Akademija (Wojskowa Akademia Techniczna)
- Glavna Trgovinska Škola (Szkoła Główna Handlowa)
- Medicinska Akademija (Akademia Medyczna)

Studenti i učenici viših škola predstavljaju oko 29,2% populacije Varšave. Njihov broj je 2002. godine prešao 500.000.

## Trgovina
Varšava, a posebno varšavsko Srudmiesće (Śródmieście), spada u najveće poslovne centre u Srednjoj Europi. Godine 2003. bilo je registrirano 268.307 poduzeća, a strani invenstitori su uložili u grad preko 650 milijuna eura te godine. Varšava proizvodi preko 4,1% poljskog BDP-a.
Sam grad je 2003. godine donosio 5.162.324 zlota zarade, a nezaposlenost je opala na 6,5%.

## Industrija
Poslije Drugog svjetskog rata, komunističke vlasti su odlučile napraviti od Varšave važan centar teške industrije. U gradu je otvoreno nekoliko desetaka velikih tvornica.

## Institucije
U Varšavi kao prijestolnici Poljske i najvećem njenom gradu, smještena su glavna središta ministarstava, kao i centri regionalnih i republičkih institucija. Najpoznatije među njima su:
- Vrhovni Sud (Sąd Najwyższy)
- Nacionalni Administrativni Sud (Naczelny Sąd Administracyjny)
- Narodna Banka Poljske (Narodowy Bank Polski)
- Tiskara vrijednosnih papira (Giełda Papierów Wartościowych)
- Televizija Poljska (Telewizja Polska)
- Radio Poljska (Polskie Radio)

U Varšavi su smještena veleposlanstva i konzulati drugih država.

## Gradovi prijatelji
Varšava ima ugovore o partnerstvu s preko 30 gradova širom svijeta:
| - Astana, Kazahstan - Bangkok, Tajland - Beč, Austrija - Berlin i Düsseldorf, Njemačka - Budimpešta, Mađarska - Coventry, UK - Chicago i San Diego, SAD - Den Haag, Nizozemska | - Hamamatsu, Japan - Hanoi, Vijetnam - Harbin, Kina - Île-de-France, Pariz i Saint-Étienne, Francuska - Istanbul, Turska - Kijev, Ukrajina - Madrid, Španjolska - Oslo, Norveška | - Rio de Janeiro, Brazil - Riga, Latvija - Seul, Južna Koreja - Taipei, Tajvan - Tel Aviv, Izrael - Toronto, Kanada - Vilnius, Litva |

## Zanimljivosti
- Najduža ulica Varšave je ulica Pulavska (Puławska), duga 10 km.
- Najduža kuća je kuća u Kijovskoj (Kijowskiej) ulici (508 m)
- Najviša građevina je Zamak Kulture i Znanosti (Pałac Kultury i Nauki) (234 m).
- Varšavski podnevnik

## Galerija fotografija
- Belvédère (bivše sjedište predsjednika Poljske)
- Palača Łazienkowski
- Palača Łazienkowski
- Frédéric Chopin
- Dvorac Ujazdowski
- Palača u Wilanówu
- Crkva Wizytek
- Crkva Aleksander
- Katedrala svetog Florijana
- Varšavski zoološki vrt

## Vanjske poveznice
- Službena stranica (polj.) (engl.)
- Slike Varšave i Wilanówa
- Videosnimke Varšave  Arhivirana inačica izvorne stranice od 10. svibnja 2006. (Wayback Machine)
- Videosnimke Varšave  Arhivirana inačica izvorne stranice od 6. rujna 2005. (Wayback Machine)
- Turistička stranica
- Kulturni spomenici  Arhivirana inačica izvorne stranice od 9. svibnja 2006. (Wayback Machine)
- Varšava prije rata
- Hoteli Varšave  Arhivirana inačica izvorne stranice od 27. rujna 2007. (Wayback Machine)
- Povijest i fotografije Varšave